# Langenbach (Kocher)
Der Langenbach ist ein über 9 km langer Bach im Hohenlohekreis im nordöstlichen Baden-Württemberg, der  nach westlichem bis südlichem Lauf in Weißbach von rechts in den unteren Kocher mündet.

## Geographie

### Verlauf
Der Langenbach entsteht auf etwa 400 m ü. NHN wenig nördlich des Flugplatzes Ingelfingen-Bühlhof zwischen den Gewannen Bildäcker und Seeäcker. Dort beginnt ein in zunächst geraden Stücken zwischen Wiesen und Feldern west- bis nordwestwärts ziehender, bewuchsloser Graben, der nur periodisch Wasser führt. Der Graben läuft unter der Ingelfinger Aussiedlerhofgruppe Hochholzhöfe am rechten Hang vorbei und erreicht dann den Nordrand der Waldinsel Vogelsang. Dort zieht er einem baumgesäumten Feldweg entlang, löst sich am Gewann Heinzenbusch vom Waldrand und erreicht bald die links liegenden, etwas sumpfigen Diebsäcker, aus denen der erste merkliche Zufluss aus einem Graben von Südosten her zumündet. Dort wendet er sich nach Nordwesten und läuft, inzwischen von Gehölz am Ufer begleitet, auf das Ingelfinger Dorf Diebach zu, an dessen Ortsrand er den kleinen lokalen Badesee am rechten Ufer passiert. Er durchquert den überwiegend am rechten Hang liegenden Ort und fließt danach durch ein Wiesental zwischen Waldhängen auf beiden Seiten dem Endberg zur Linken entlang mit kleinen Richtungswechseln und von Baumbewuchs am Ufer begleitet nach Südwesten.
Nach Passieren einiger Quellen am linken Ufer erreicht er auf fast südlichem Kurs den Ortsrand von Crispenhofen, wo, zuletzt aus dem Osten, auf 256,3 m ü. NHN der einzugsgebietsreichste Zufluss Hettenbach linksseits einmündet, dessen Talmulde aber auf langen Strecken keinerlei offenen Lauf zeigt. Durchs Dorf läuft der Langenbach dann südwestwärts und nimmt am alten Ortskern den zuletzt verdolten, kurzen Gäbichsbach von Norden her auf. Nach Crispenhofen läuft er auf einem Wiesengrund zwischen inzwischen hohen Waldhängen in Mäandern fast südwärts, neben ihm zieht die L 1046. Schließlich erreicht er den Ortsrand von Weißbach, wo er vor dem Sportgelände in eine Verdolung eintritt, die ihn teils unter Straßen durchs Dorf führt. Die Verdolung kehrt sich zuletzt nach Westen, unterquert die Kochertalstraße L 1045 und speist dann etwas unterhalb der Flussbrücke von rechts und auf etwa 195 m ü. NHN gegenüber dem Werksgelände der Konrad Hornschuch AG den unteren Kocher.
Der Langenbach mündet nach einem 9,4 km langen Lauf mit mittlerem Sohlgefälle von etwa 22 ‰ ungefähr 205 Höhenmeter unterhalb seines Graben-Ursprungs.

### Einzugsgebiet
Der Langenbach hat ein 14,5 km² großes Einzugsgebiet, das im Naturraum der Kocher-Jagst-Ebenen liegt, mit dem überwiegenden Teil im Unterraun Dörrenzimmerner Platte und nur mit dem Untertal ab Crispenhofen im Unterraum Unteres Kochertal. Darin mischen sich etwa hälftig Wald- und Ackerbauflächen. Der höchste Punkt liegt an der Ostspitze des Einzugsgebietes am Nordrand des Ingelfinger Bürgerholzes, er erreicht etwa 422,5 m ü. NHN.
Reihum grenzen die Einzugsgebiete folgender Nachbargewässer an:
- Im Nordnordwesten, Norden und Nordnordosten liegt das Einzugsgebiet des vergleichsweise langen Jagst-Zuflusses Sindelbach;
- im Südosten ziehen bis zur Langenbach-Mündung hinab der Schulklingenbach, der Bach aus der Inneren Klinge, der Egelgraben und schließlich der Halberger Bach zum Kocher;
- im Südwesten läuft ein kurzer Bach durch die Hausbergklinge zum Kocher;
- im Westnordwesten liegt oberes Einzugsgebiet des Wülfinger Bachs an.

Am Lauf liegen das Dorf Diebach der Kleinstadt Ingelfingen sowie die Dörfer Crispenhofen und dann Weißbach selbst der Gemeinde Weißbach. Darüber hinaus liegen im Einzugsgebiet die Ingelfinger Aussiedlerhofgruppe Hochholzhöfe am rechten Hang des obersten Tals, der Ingelfinger Weiler Bobachshof im oberen Teil eines Seitentales sowie auf der Wasserscheide zum Kochertal das Gehöft Sattelhof von Niedernhall und der Weiler Halberg von Weißbach. Das obere Einzugsgebiet im Osten gehört zur Stadt Ingelfingen, das etwas kleinere untere zur Gemeinde Weißbach, ausgenommen nur einen kleinen Zipfel des Gemeindegebietes von Schöntal westlich von Diebach und einen winzigen Randzwickel Niedernhaller Gebietes am Sattelhof.

### Zuflüsse und Seen
Liste der Zuflüsse und  Seen von der Quelle zur Mündung. Gewässerlänge, Seefläche, Einzugsgebiet und Höhe nach den entsprechenden Layern auf der Onlinekarte der LUBW. Andere Quellen für die Angaben sind vermerkt.
Ursprung des Langenbachs auf etwa 400 m ü. NHN wenig nördlich des Flugplatzes Ingelfingen-Bühlhof.
- (Graben aus den Diebsäckern), von links und Südosten auf etwa 335 m ü. NHN etwa einen Kilometer südöstlich der Ortsmitte von Ingelfingen-Diebach, bis zu 0,6X km[LUBW 7] und ca. 0,5 km².[LUBW 8] Entsteht auf etwas unter 370 m ü. NHN am Neugreut. Bis auf die letzten 100–200 Meter in einer teils sumpfigen Wiese ein häufig trockener, gerader Graben.
- Passiert auf etwas unter 320 m ü. NHN den Badesee Diebach-Ingelfingen rechts am Lauf am Ortseingang von Diebach, unter 0,1 ha.
- Hettenbach, von links und insgesamt Südosten auf 256,3 m ü. NHN[LUBW 9] am Ortseingang von Weißbach-Crispenhofen, 1,1 km und 4,0 km². Entspringt auf etwa 293 m ü. NHN neben der K 2319 Ingelfingen–Crispenhofen. Oberhalb der gewöhnlichen Quelle liegt ein langes Trockental, das nordöstlich von Ingelfingen-Bobachshof beginnt und auf der Tallinie ab dem Einsetzen eines unbeständigen Graben von etwa 0,8 km[LUBW 7] Länge nur bis zum Bobachshof weitere etwa 2,6 km[LUBW 7] lang ist
- Gäbichsbach, von rechts und Westnordworden auf etwa 240 m ü. NHN in Crispenhofen, 0,7 km und 1,6 km². Entsteht auf etwa 290 m ü. NHN neben der L 1046 von Schöntal-Westernhausen nach Crispenhofen.

Mündung des Langenbachs von links und insgesamt Nordosten auf etwa 195 m ü. NHN in Weißbach unterhalb der Flussbrücke und gegenüber dem Werksgelände der Konrad Hornschuch AG in den unteren Kocher. Der Langenbach ist ca. 9,4 km lang und hat ein 14,5 km² großes Einzugsgebiet.

## Geologie
Auf dem weit überwiegenden Teil des Einzugsgebietes steht die mesozoische Schicht des Muschelkalks an. Über diesem liegen im Bereich der Wasserscheiden teilweise kleine Restinseln aus Lettenkeuper (Erfurt-Formation). Die übrige Hochebene und das oberste Tal liegen im Oberen Muschelkalk. Etwa ab dem Zufluss des Grabens aus den Diebsäckern erreicht der Talgrund dann den Mittleren und kurz vor Diebach den Unteren Muschelkalk. Dieser taucht nach Crispenhofen, an dessen westlichem Rand eine von Südost nach Nordwest streichende und nach Südwesten fallende Abschiebung das Tal quert, wieder unter den Talgrund ab und der Langenbach mündet deshalb wieder im Mittleren Muschelkalk.
Von der Quelle bis zur Mündung läuft der Langenbach in einem nie sehr breiten holozänen Schwemmlandstreifen. Im Bereich der Wasserscheiden finden sich Lösssediment-Inseln aus quartärer Ablagerung.
Am rechten Talhang westlich von Crispenhofen ist die Abschiebung an einem Geotop aufgeschlossen. Wegen der Verkarstung des Untergrunds gibt es nur wenige und an den Oberläufen unbeständige Oberläufe und auch Trockentäler.

## Natur und Schutzgebiete
In der offenen Landschaft gibt es bereichsweise zahlreiche Feldhecken.
Oberhalb von Diebach gibt es am rechten, südexponierten Hang des Langenbach-Talbogens zahlreiche Steinriegel, ebenso am rechten Hettenbach-Hang gegenüber dem Sattelhof.
An einigen Stellen in den Tälern gibt es Magerrasenflächen. Eine vergleichsweise große östlich von Crispenhofen liegt am Unterhang des südlich zum Hettenbach abfallenden Endbergs in dessen Mündungsdreieck mit dem Langenbach, sie ist mit Gebüsch und Hecken durchsetzt und als Naturschutzgebiet Pflanzenstandorte Pfahl und Sündrich geschützt.
Das Landschaftsschutzgebiet Langenbachtal zwischen Diebach und Crispenhofen mit weiterer Umgebung erstreckt sich außer auf den so abgegrenzten Talabschnitt des Haupttales auch auf die Nebentäler des Gäbichsbachs und vor allem des Hettenbachs.
Wasserschutzgebiete nehmen einen großen Teil des nördlichen Einzugsgebietes ein.

## Geschichte
Auf dem Hügelrücken zwischen den Talzügen des oberen Langenbachs und des Sindelbaches im Norden verläuft die Trasse der
Hohen Straße zwischen Kocher und Jagst, eines schon vorgeschichtlichen, der Wasserscheide zwischen Kocher und Jagst folgenden Höhenweges.

### LUBW
Amtliche Online-Gewässerkarte mit passendem Ausschnitt und den hier benutzten Layern: Lauf und Einzugsgebiet des Langenbachs auf: Daten- und Kartendienst der Landesanstalt für Umwelt Baden-Württemberg (LUBW) (Hinweise)

Allgemeiner Einstieg ohne Voreinstellungen und Layer: Daten- und Kartendienst der Landesanstalt für Umwelt Baden-Württemberg (LUBW) (Hinweise)
1. 1 2 3 4  Höhe nach dem Höhenlinienbild auf dem Hintergrundlayer Topographische Karte.
2. ↑  Länge nach dem Layer Gewässernetz (AWGN), ergänzt um ein kleines, auf der Gewässerkarte nicht berücksichtigtes Anfangsstück, das auf dem Hintergrundlayer Topographische Karte abgemessen wurde.
3. 1 2  Einzugsgebiet aufsummiert aus den Teileinzugsgebieten nach dem Layer Basiseinzugsgebiet (AWGN).
4. ↑  Länge nach dem Layer Gewässernetz (AWGN).
5. ↑  Seefläche nach dem Layer Stehende Gewässer.
6. ↑  Einzugsgebiet nach dem Layer Basiseinzugsgebiet (AWGN).
7. 1 2 3 4  Länge abgemessen auf dem Hintergrundlayer Topographische Karte.
8. ↑  Einzugsgebiet abgemessen auf dem Hintergrundlayer Topographische Karte.
9. ↑  Höhe nach grauer Beschriftung auf dem Hintergrundlayer Topographische Karte.
10. ↑  Geotop nach dem einschlägigen Layer.
11. ↑  Schutzgebiete nach den einschlägigen Layern, Natur teilweise nach dem Layer Biotop.

### Andere Belege
1. ↑  
Wolf-Dieter Sick: Geographische Landesaufnahme: Die naturräumlichen Einheiten auf Blatt 162 Rothenburg o. d. Tauber. Bundesanstalt für Landeskunde, Bad Godesberg 1962. → Online-Karte (PDF; 4,7 MB)
2. ↑  
Geologie nach den Layern zu Geologische Karte 1:50.000 auf: Mapserver des Landesamtes für Geologie, Rohstoffe und Bergbau (LGRB) (Hinweise)